# موصل ملتصق

التفاعلات الرئيسية للبروتينات الهيكلية عند الموصلات الملتصقة المعتمدة على الكادهيرن. ترتبط خيوط الأكتين بالموصلات الملتصقة بالإضافة إلى العديد من البروتينات المرتبطة بالأكتين مثل الفينكولين. ترتبط المنطقة الرأسية للفينكولين بـ E-كادهيرن عبر ألفا وبيتا وجاما كاتينين. ترتبط المنطقة الذيلية للفينكولين بدهون الغشاء وخيوط الأكتين.

الموصلات الملتصقة (أو النطيقة المتصلة، الموصل المتوسط، أو الجسيم الرابط) عبارة عن معقدات بروتينية تتواجد عند نقطة الاتصال بين خليتين، أو بين الخلية والنسيج البيني في الأنسجة الطلائية والبطانية، عادة ما تكون قاعدية أكثر من الموصلات المحكمة (أي أنها تتواجد عند قاعدة الخلية). يُعرَّف الموصل الملتصق على أنه موصل خلوي يرتبط سطحه السيتوبلازمي بالأكتين. يمكن أن يظهر على شكل خيوط تحيط بالخلية (نطيقة متصلة) أو كنقاط ارتباط مع النسيج البيني خارج الخلوي (التصاق بؤري). تتفكك الموصلات الملتصقة بشكل فريد في الخلايا الطلائية الرحمية للسماح للكيسة الأريمية بالنفاذ بين الخلايا الطلائية.
وهناك موصل خلوي مشابه في الخلايا غير الطلائية، وغير البطانية، وهو اللفافة الملتصقة. وهو متشابه من الناحية الهيكلية، ولكنه يظهر في أنماط شبيهة بالشريط لا تطوق الخلايا تمامًا. مثال عليه: في خلايا عضلة القلب.

## بروتينات
تتكون الموصلات الملتصقة من البروتينات التالية:
- كادهيرين. الكادهيرينات هي عائلة من البروتينات عبر الغشائية والتي تشكل مثنويات متماثلة بطريقة تعتمد على الكالسيوم مع جزيئات الكادهيرين الأخرى على الخلايا المجاورة.
- p120 (يُسمى أحيانًا دلتا كاتينين) يربط المنطقة المجاورة للغشاء من الكادهيرين.
- γ كاتينين أو جاما كاتينين (بلاكوجلوبين) يربط منطقة ربط الكاتينين في الكادهيرين.
- α كاتينين أو ألفا كاتينين: يربط الكادهيرين بشكل غير مباشر عن طريق β كاتينين (بيتا كاتينين) أو بلاكوجلوبين ويربط الأكتين مع الكادهيرين.

## نماذج
كان يُعتقد لسنوات عديدة أن الموصلات الملتصقة تشترك في خصائص خلايا المرساة من خلال خيوط الأكتين السيتوبلازمية.
قد تعمل الوصلات الملتصقة كوحدة تنظيمية للحفاظ على الحلقة المقلصة للأكتين التي ترتبط بها في الدراسات المجهرية.